# Tillandsia stellifera
Tillandsia stellifera är en gräsväxtart som beskrevs av Lieselotte Hromadnik. Tillandsia stellifera ingår i släktet Tillandsia och familjen Bromeliaceae. Inga underarter finns listade i Catalogue of Life.